# Naučná stezka Okolím Hřenska

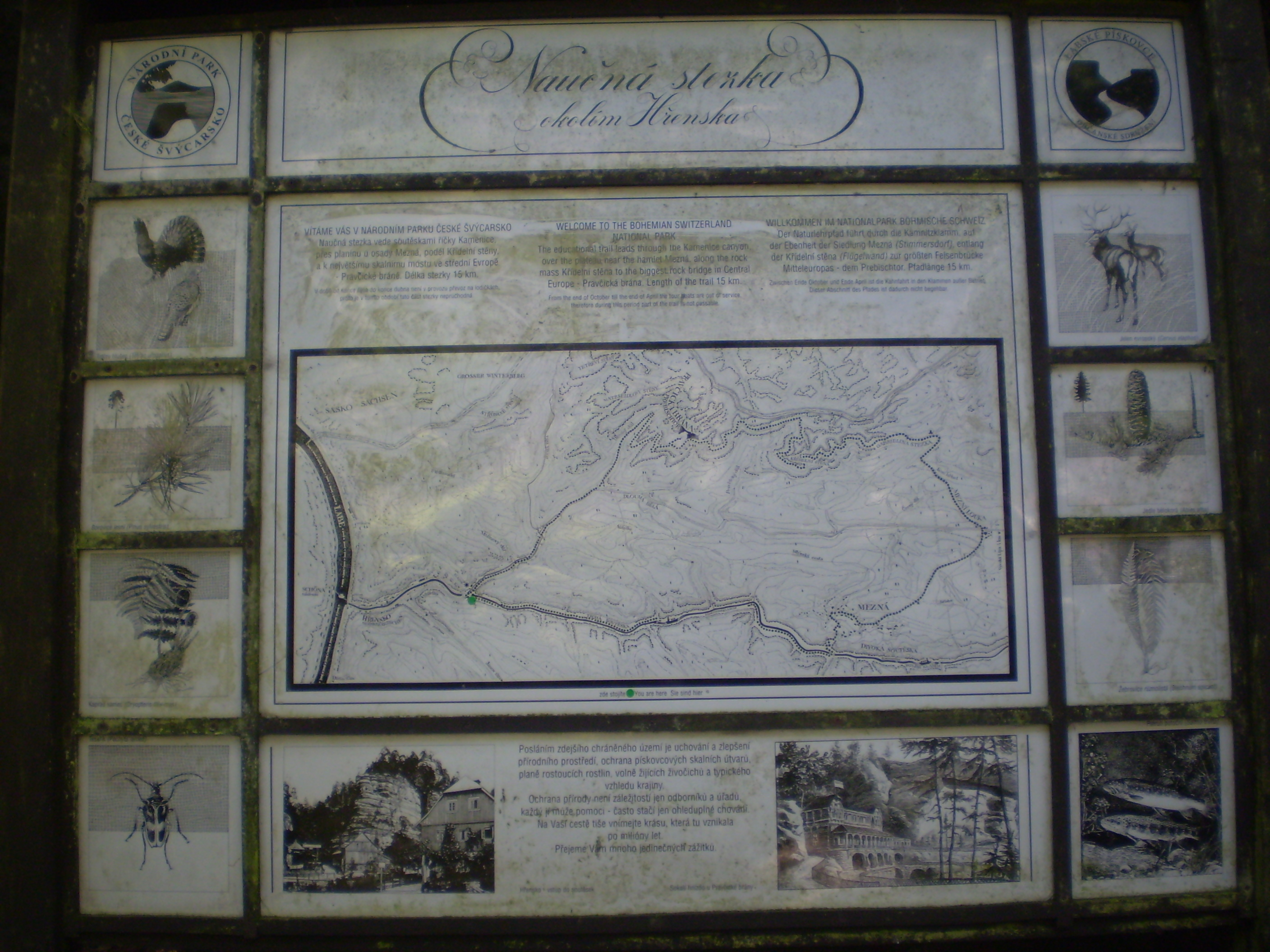
úvodní infotabule NS Okolím Hřenska při vstupu do údolí Kamenice u soutěsek

Naučná stezka Okolím Hřenska (dříve známá také jako Naučná stezka přátelství či Naučná stezka přátelství ČSSR – NDR) byla naučná stezka, která vytvářela turistický okruh v okolí Hřenska. Její celková délka byla 19 km. Vybudována byla v 70. letech 20. století. Ačkoliv ji řada internetových stránek udává jako aktivní (např. hrensko.eu, naucne-stezky.cz, byla zřejmě nejpozději k roku 2011 zrušena a v úseku Tři prameny – Mezní Louka ji nahradila NS Okolím Pravčické brány. Oficiální stránky Hřenska ji uvádí pouze jako značenou turistickou trasu.

## Vedení trasy
Trasa začínala na okraji Hřenska u hotelu Klepáč. Odtud pokračovala po silnici proti proudu Dlouhé Bělé až na rozcestí Tři prameny a následně s červenou turistickou značkou okolo skal Českého Švýcarska (např. Malý Pravčický kužel) k Pravčické bráně a zámečku Sokolí hnízdo. Následně procházela spolu s Gabrielinou stezkou dále podél skal – např. Pravčická jehla, Jehla Pravčického dolu, Velký Pravčický kužel, Homole, Pevnost či Křídelní stěna – na Mezní Louku a z ní po zelené značce na Meznou a Mezní můstek. Z něho vedla se žlutou turistickou značkou podél Kamenice na pramice, které turisty přepraví Edmundovou soutěskou. Podél Kamenice se následně vracela zpět do Hřenska k hotelu Klepáč.